# 3658 Feldman
A 3658 Feldman (ideiglenes jelöléssel 1982 TR) a Naprendszer kisbolygóövében található aszteroida. Edward L. G. Bowell fedezte fel 1982. október 13-án.